# Geelborstboszanger
De geelborstboszanger (Phylloscopus montis, synoniem: Seicercus montis) is een vogel uit de familie Phylloscopidae. De soort komt voor in tropische bergbossen in de Indische Archipel.

## Kenmerken
De geelborstboszanger is een 10 cm lang vogeltje, met een heldergele borst en stuit en olijfgroene bovendelen. Opvallend is verder een roodbruine kop met een zwarte wenkbrauwstreep.

## Verspreiding en leefgebied
De IOC World Bird List onderscheidt zes ondersoorten:
- P. m. davisoni (schiereiland Malakka)
- P. m. inornatus (Sumatra)
- P. m. montis (Borneo)
- P. m. xanthopygius (Palawan)
- P. m. floris (Flores)
- P. m. paulinae (Timor)

Het leefgebied bestaat uit heuvellandbos en nevelwoud hoger dan 1350 m boven de zeespiegel. De vogel komt ook voor in secondair bos.

## Status
De grootte van de populatie is niet gekwantificeerd. Op Borneo en Sumatra is de vogel nog algemeen, elders minder algemeen maar niet schaars of zeldzaam, daarom staat deze boszanger als niet bedreigd op de Rode Lijst van de IUCN.